# Torneo Apertura 2024 (Liga MX Femenil)
El Torneo Apertura 2024 fue la XV edición del campeonato de liga de la Primera División Femenil de México con la que se abrió la temporada futbolística 2024-25. La Primera División Femenil de México, conocida también como Liga MX Femenil, es la principal liga de fútbol profesional femenil en México la cual está regulada por la Federación Mexicana de Fútbol.

## Cambios
- A partir de este torneo el Club América tendrá oficialmente como sede principal el Estadio de la Ciudad de los Deportes, luego de que durante el torneo anterior el conjunto azulcrema jugara algunos partidos en este recinto como consecuencia de la remodelación del Estadio Azteca.[9] Sin embargo, por cuestiones del calendario de otros equipos usuarios del estadio, el América también disputará algunos juegos en sus instalaciones de entrenamiento en Coapa.

## Sistema de competición
El torneo de la Liga MX Femenil, estuvo conformado en dos partes:
- Fase de calificación: Integrado por 17 jornadas, donde los 18 equipos se enfrentan entre sí bajo el sistema de todos contra todos.
- Fase final: Corresponde a un sistema de eliminación directa a visita recíproca, disputándose en tres etapas: cuartos de final, semifinal y final.

### Fase de clasificación
En la fase de clasificación participaron los 18 clubes de la Liga MX Femenil enfrentándose en cada torneo en sistema de todos contra todos durante las 17 jornadas respectivas, a un solo partido. Esta fase se rige bajo un sistema de puntuación convencional en el cual se pueden obtener tres resultados al finalizar un partido: ganar, empatar o perder. La puntuación para cada uno de estos resultados está sujeto a las siguientes condiciones:
- Por juego ganado se obtendrán tres puntos.
- Por juego empatado se obtendrá un punto.
- Por juego perdido no se otorgan puntos.

El orden de los clubes al final de la fase de calificación del torneo corresponderá a la suma de los puntos obtenidos por cada uno de ellos y se presentará en forma descendente. Si al finalizar las 17 jornadas del torneo, dos o más clubes estuviesen empatados en puntos, su posición en la tabla general será determinada atendiendo a los siguientes criterios de desempate:
1. Mejor diferencia entre los goles anotados y recibidos y goles.
2. Mayor número de goles anotados.
3. Mayor número de goles anotados como visitante.
4. Marcadores particulares entre los clubes empatados.
5. Tabla de Fair Play.
6. Sorteo

La tabla de Fair Play es un sistema de puntuación que evalúa el juego limpio de cada equipo, considerando las tarjetas amarillas y rojas recibidas durante el torneo. Bajo este sistema, se suma un punto por cada amonestación recibida. Por cada expulsión por roja directa o doble amonestación, se suman tres puntos. En caso de que una jugadora reciba una amonestación y una expulsión directa en un mismo partido, se suman cuatro puntos. La tabla ordena a los equipos de forma creciente a partir de la sumatoria de puntos fair play obtenidos, siendo el 1° el equipo que menos puntos sumó y el 18° el que más. Como criterio de desempate, tendrá ventaja el equipo que se encuentre mejor posicionado en dicha tabla. 
Participan automáticamente en la fase final por el título de Campeón del Torneo Apertura 2024 de la Liga MX Femenil, los ocho primeros clubes de la tabla general de clasificación al término de las 17 jornadas.

### Fase final
La Fase Final se desarrolla en las siguientes etapas: cuartos de final, semifinales y final. Los partidos son jugados a visita recíproca, disputándose los juegos de vuelta en los estadios sede de los equipos mejor posicionados en la tabla general de clasificación. Para esta fase se cuenta con la asistencia del sistema VAR, por lo que los partidos deben celebrarse forzosamente en los estadios sede de los clubes filiales de LIGA MX. En las etapas de cuartos de final y semifinales resulta vencedor el equipo que en los dos juegos anote el mayor número de goles; o en el caso de existir empate, avanza el equipo mejor posicionado en la tabla general de clasificación. 

#### Cuartos de final
Los ocho clubes calificados a la fase final son ordenados de acuerdo con el lugar ocupado en la tabla general al término de la fase de clasificación, asignando el número uno al club mejor clasificado, y así hasta el número ocho. Estos ocho equipos disputan los cuartos de final de la siguiente manera:
| IDA      | VUELTA   |
| -------- | -------- |
| 8° vs 1° | 1° vs 8° |
| 7° vs 2° | 2° vs 7° |
| 6° vs 3° | 3° vs 6° |
| 5° vs 4° | 4° vs 5° |

#### Semifinales
En las semifinales participan los cuatro clubes vencedores de cuartos de final reordenándolos del uno al cuatro, de acuerdo a su mejor posición en la tabla general de clasificación, enfrentándose de la siguiente manera:
| IDA      | VUELTA   |
| -------- | -------- |
| 4° vs 1° | 1° vs 4° |
| 3° vs 2° | 2° vs 3° |

#### Final
Disputarán el título de Campeón del Torneo Apertura 2024, los dos clubes vencedores de la fase semifinal correspondiente, reubicándolos del uno al dos, de acuerdo a su mejor posición en la tabla general de clasificación, enfrentándose de la siguiente manera:
| IDA      | VUELTA   |
| -------- | -------- |
| 2° vs 1° | 1° vs 2° |

El club vencedor de la final y por lo tanto Campeón del Torneo Apertura 2024, será aquel que en los dos partidos anote el mayor número de goles. Si al término del tiempo reglamentario. el marcador global está empatado, se procede a lanzar tiros penales hasta que resulte un vencedor.

## Información de los equipos

### Equipos por Entidad Federativa
| Entidad Federativa | N.º | Equipos                    |
| ------------------ | --- | -------------------------- |
| Ciudad de México   | 3   | América, Cruz Azul y Pumas |
| Jalisco            | 2   | Atlas y Guadalajara        |
| Nuevo León         | 2   | Monterrey y Tigres         |
| Aguascalientes     | 1   | Necaxa                     |
| Baja California    | 1   | Xolas de Tijuana           |
| Chihuahua          | 1   | Juárez                     |
| Coahuila           | 1   | Santos Laguna              |
| Estado de México   | 1   | Toluca                     |
| Guanajuato         | 1   | León                       |
| Hidalgo            | 1   | Pachuca                    |
| Puebla             | 1   | Puebla                     |
| Querétaro          | 1   | Querétaro                  |
| San Luis Potosí    | 1   | San Luis                   |
| Sinaloa            | 1   | Mazatlán                   |

| Entidad Federativa | N.º | Equipos                    |
| ------------------ | --- | -------------------------- |
| Ciudad de México   | 3   | América, Cruz Azul y Pumas |
| Jalisco            | 2   | Atlas y Guadalajara        |
| Nuevo León         | 2   | Monterrey y Tigres         |
| Aguascalientes     | 1   | Necaxa                     |
| Baja California    | 1   | Xolas de Tijuana           |
| Chihuahua          | 1   | Juárez                     |
| Coahuila           | 1   | Santos Laguna              |
| Estado de México   | 1   | Toluca                     |
| Guanajuato         | 1   | León                       |
| Hidalgo            | 1   | Pachuca                    |
| Puebla             | 1   | Puebla                     |
| Querétaro          | 1   | Querétaro                  |
| San Luis Potosí    | 1   | San Luis                   |
| Sinaloa            | 1   | Mazatlán                   |

### Información de los equipos participantes
| Equipo               | Entrenador            | Ciudad                               | Estadio                   | Capacidad | Patrocinador       | Kit         |
| -------------------- | --------------------- | ------------------------------------ | ------------------------- | --------- | ------------------ | ----------- |
| América              | Ángel Villacampa      | Ciudad de México                     | Ciudad de los Deportes    | 34 253    | AT&T               | Nike        |
| Atlas                | Roberto Medina        | Guadalajara, Jalisco                 | Jalisco                   | 55 020    |                    | Charly      |
| Atlético de San Luis | Daniel Flores         | San Luis Potosí, San Luis Potosí     | Alfonso Lastras           | 27 029    | Canel's            | Sporelli    |
| Cruz Azul            | Julio Cevada          | Ciudad de México                     | Instalaciones de La Noria | 400       | Cemento Cruz Azul  | Pirma       |
| Guadalajara          | Joaquín Moreno        | Zapopan, Jalisco                     | Akron                     | 46 232    | Sello Rojo         | Puma        |
| Juárez               | Óscar Fernández       | Ciudad Juárez, Chihuahua             | Olímpico Benito Juárez    | 19 703    | S-Mart             | Sporelli    |
| León                 | Alejandro Corona      | León, Guanajuato                     | Nou Camp                  | 31 297    | Cementos Fortaleza | Charly      |
| Mazatlán             | Carlos Roberto Pérez  | Mazatlán, Sinaloa                    | El Encanto                | 20 195    | Banco Azteca       | Pirma       |
| Monterrey            | Amelia Valverde       | Guadalupe, Nuevo León                | BBVA                      | 51 348    | BBVA México        | Puma        |
| Necaxa               | Miguel Ramírez        | Aguascalientes, Aguascalientes       | Victoria                  | 23 851    | Rolcar             | Pirma       |
| Pachuca              | Óscar Torres          | Pachuca, Hidalgo                     | Hidalgo                   | 25 922    | Cementos Fortaleza | Charly      |
| Puebla               | Carlos Adrián Morales | Puebla de Zaragoza, Puebla           | Cuauhtémoc                | 47 417    | Baz                | Pirma       |
| Querétaro            | Fernando Samayoa      | Querétaro, Querétaro                 | Olímpico Alameda          | 4 600     | TBD                | Keuka       |
| Santos               | Karla Maya            | Torreón, Coahuila                    | Corona                    | 29 101    | Soriana            | Charly      |
| Tigres               | Milagros Martínez     | San Nicolás de los Garza, Nuevo León | Universitario             | 41 886    | Cemex              | Adidas      |
| Tijuana              | Juan Romo             | Tijuana, Baja California             | Caliente                  | 26 158    | Caliente           | Charly      |
| Toluca               | Ricardo Belli         | Toluca, Estado de México             | Nemesio Díez              | 27 273    | Arabela            | New Balance |
| UNAM                 | Marcello Frigério     | Ciudad de México                     | Olímpico Universitario    | 58 445    | DHL                | Nike        |

### Cambios de entrenadores
| Equipo      | Entrenador(a) (Jornadas)   | Fecha de vacante        | Tipo de salida    | Pos.   | Entrenador entrante   | Fecha de nombramiento    |
| ----------- | -------------------------- | ----------------------- | ----------------- | ------ | --------------------- | ------------------------ |
| Guadalajara | Joaquín Moreno (Pre.)      | 30 de mayo de 2024      | Fin de interinato | (Pre.) | Joaquín Moreno        | 30 de mayo de 2024       |
| Puebla      | María José López (Pre.)    | 28 de mayo de 2024      | Renuncia          | (Pre.) | Guillermo Cosío       | 5 de junio de 2024       |
| Toluca      | Gabriel Velasco (Pre.)     | 8 de mayo de 2024       | Despido           | (Pre.) | Ricardo Belli         | 6 de junio de 2024       |
| Mazatlán    | Alonso Madrigal (1 – 9)    | 8 de septiembre de 2024 | Despido           | 17.°   | Carlos Roberto Pérez  | 13 de septiembre de 2024 |
| Puebla      | Guillermo Cosío (1 – 13)   | 1 de octubre de 2024    | Despido           | 15.°   | Sigifredo Mercado INT | 1 de octubre de 2024     |
| Puebla      | Sigifredo Mercado (14) INT | 7 de octubre de 2024    | Fin de interinato | 16.°   | Carlos Adrián Morales | 7 de octubre de 2024     |

#### Sedes alternas
| Equipo  | Ciudad                         | Estadio                                   | Capacidad |
| ------- | ------------------------------ | ----------------------------------------- | --------- |
| América | Ciudad de México               | Cancha Centenario No. 5 Club América      | 1 000     |
| Necaxa  | Aguascalientes, Aguascalientes | Instalaciones Casa Club Necaxa - Cancha 4 | 500       |
| Toluca  | Metepec, Estado de México      | Instalaciones de Metepec - Cancha 2       | 1 000     |

## Torneo regular
- El Calendario completo según la página oficial.
- Los horarios son correspondientes al Tiempo del Centro de México (UTC-6).[30]

| Jornada 1            | Jornada 1 | Jornada 1   | Jornada 1                 | Jornada 1  | Jornada 1 | Jornada 1    | Jornada 1  | Jornada 1 |
| Local                | Resultado | Visitante   | Estadio                   | Fecha      | Hora      | Espectadores | Amonestado | Expulsado |
| -------------------- | --------- | ----------- | ------------------------- | ---------- | --------- | ------------ | ---------- | --------- |
| Necaxa               | 0 – 5     | Pachuca     | Victoria                  | 4 de julio | 17:00     | 715          | 3          | 2         |
| Juárez               | 0 – 1     | Guadalajara | Olímpico Benito Juárez    | 4 de julio | 21:06     | 2,971        | 5          | 0         |
| Pumas UNAM           | 2 – 0     | León        | Olímpico Universitario    | 5 de julio | 17:00     | 2,073        | 4          | 0         |
| Santos Laguna        | 0 – 2     | Toluca      | Corona                    | 6 de julio | 19:00     | 301          | 2          | 0         |
| Puebla               | 0 – 1     | Monterrey   | Cuauhtémoc                | 7 de julio | 12:00     | 865          | 2          | 0         |
| Cruz Azul            | 2 – 1     | América     | Instalaciones de La Noria | 7 de julio | 12:00     | 237          | 1          | 0         |
| Querétaro            | 1 – 0     | Tijuana     | Olímpico Alameda          | 7 de julio | 17:00     | 470          | 4          | 1         |
| Atlético de San Luis | 1 – 0     | Mazatlán    | Alfonso Lastras Ramírez   | 7 de julio | 17:00     | 1,018        | 7          | 0         |
| Atlas                | 1 – 3     | Tigres UANL | Jalisco                   | 7 de julio | 19:00     | 836          | 4          | 0         |

| Jornada 2     | Jornada 2 | Jornada 2            | Jornada 2              | Jornada 2    | Jornada 2 | Jornada 2    | Jornada 2  | Jornada 2 |
| Local         | Resultado | Visitante            | Estadio                | Fecha        | Hora      | Espectadores | Amonestado | Expulsado |
| ------------- | --------- | -------------------- | ---------------------- | ------------ | --------- | ------------ | ---------- | --------- |
| Toluca        | 1 – 2     | Pumas UNAM           | Nemesio Díez           | 19 de julio  | 17:00     | 2,702        | 7          | 0         |
| Santos Laguna | 0 – 0     | Atlético de San Luis | Corona                 | 19 de julio  | 19:00     | 384          | 2          | 0         |
| Mazatlán      | 1 – 5     | Cruz Azul            | El Encanto             | 20 de julio  | 18:00     | 439          | 5          | 0         |
| Tigres UANL   | 3 – 0     | Puebla               | Universitario          | 22 de julio  | 19:00     | 3,845        | 1          | 0         |
| Pachuca       | 3 – 1     | Querétaro            | Hidalgo                | 22 de julio  | 21:06     | 1,086        | 3          | 0         |
| Monterrey     | 5 – 0     | Atlas                | BBVA                   | 23 de julio  | 19:00     | 6,422        | 3          | 0         |
| Tijuana       | 3 – 0     | Necaxa               | Caliente               | 24 de julio  | 20:06     | 1,533        | 3          | 0         |
| Guadalajara   | 2 – 1     | León                 | Akron                  | 22 de agosto | 19:06     | 3,264        | 3          | 0         |
| América       | 0 – 0     | Juárez               | Ciudad de los Deportes | 29 de agosto | 18:00     | 855          | 3          | 0         |

| Jornada 3   | Jornada 3 | Jornada 3            | Jornada 3              | Jornada 3        | Jornada 3 | Jornada 3    | Jornada 3  | Jornada 3 |
| Local       | Resultado | Visitante            | Estadio                | Fecha            | Hora      | Espectadores | Amonestado | Expulsado |
| ----------- | --------- | -------------------- | ---------------------- | ---------------- | --------- | ------------ | ---------- | --------- |
| Pumas UNAM  | 3 – 2     | Juárez               | Olímpico Universitario | 26 de julio      | 17:00     | 1,734        | 3          | 0         |
| Querétaro   | 1 – 1     | Atlético de San Luis | Olímpico Alameda       | 28 de julio      | 17:00     | 400          | 3          | 0         |
| León        | 0 – 0     | Puebla               | Nou Camp               | 28 de julio      | 19:06     | 334          | 1          | 0         |
| América     | 2 – 2     | Toluca               | Ciudad de los Deportes | 29 de julio      | 18:00     | 1,969        | 4          | 0         |
| Pachuca     | 3 – 0     | Atlas                | Hidalgo                | 21 de agosto     | 21:06     | 982          | 3          | 0         |
| Tijuana     | 3 – 0     | Cruz Azul            | Caliente               | 22 de agosto     | 20:10     | 1,633        | 3          | 1         |
| Tigres UANL | 6 – 0     | Necaxa               | Universitario          | 29 de agosto     | 21:06     | 4,117        | 4          | 0         |
| Guadalajara | 1 – 2     | Mazatlán             | Akron                  | 19 de septiembre | 20:06     | 1,838        | 4          | 0         |
| Monterrey   | 4 – 1     | Santos Laguna        | BBVA                   | 3 de octubre     | 21:00     | 3,716        | 2          | 0         |

| Jornada 4            | Jornada 4 | Jornada 4     | Jornada 4                 | Jornada 4       | Jornada 4 | Jornada 4    | Jornada 4  | Jornada 4 |
| Local                | Resultado | Visitante     | Estadio                   | Fecha           | Hora      | Espectadores | Amonestado | Expulsado |
| -------------------- | --------- | ------------- | ------------------------- | --------------- | --------- | ------------ | ---------- | --------- |
| Atlas                | 0 – 0     | León          | Jalisco                   | 1 de agosto     | 19:00     | 314          | 3          | 0         |
| Atlético de San Luis | 1 – 2     | Pumas UNAM    | Alfonso Lastras Ramírez   | 3 de agosto     | 17:00     | 1,108        | 5          | 0         |
| Juárez               | 3 – 1     | Santos Laguna | Olímpico Benito Juárez    | 3 de agosto     | 21:06     | 1,782        | 2          | 0         |
| Cruz Azul            | 0 – 4     | Pachuca       | Instalaciones de La Noria | 5 de agosto     | 15:45     | 224          | 4          | 0         |
| Necaxa               | 0 – 4     | Monterrey     | Victoria                  | 5 de agosto     | 18:00     | 1,083        | 3          | 0         |
| Toluca               | 2 – 4     | Tijuana       | Nemesio Díez              | 6 de agosto     | 17:00     | 1,838        | 2          | 0         |
| Puebla               | 0 – 1     | Guadalajara   | Cuauhtémoc                | 6 de agosto     | 17:00     | 1,688        | 3          | 0         |
| Querétaro            | 0 – 4     | América       | Olímpico Alameda          | 6 de agosto     | 19:06     | 1,651        | 7          | 0         |
| Mazatlán             | 0 – 2     | Tigres UANL   | El Encanto                | 4 de septiembre | 20:06     | 356          | 3          | 0         |

| Jornada 5     | Jornada 5 | Jornada 5            | Jornada 5               | Jornada 5    | Jornada 5 | Jornada 5    | Jornada 5  | Jornada 5 |
| Local         | Resultado | Visitante            | Estadio                 | Fecha        | Hora      | Espectadores | Amonestado | Expulsado |
| ------------- | --------- | -------------------- | ----------------------- | ------------ | --------- | ------------ | ---------- | --------- |
| León          | 1 – 0     | Cruz Azul            | Nou Camp                | 9 de agosto  | 17:00     | 334          | 2          | 1         |
| Pumas UNAM    | 0 – 2     | Pachuca              | Olímpico Universitario  | 9 de agosto  | 19:00     | 2,247        | 2          | 0         |
| Mazatlán      | 0 – 6     | Juárez               | El Encanto              | 9 de agosto  | 20:06     | 533          | 3          | 0         |
| Santos Laguna | 0 – 3     | Atlas                | Corona                  | 10 de agosto | 19:00     | 367          | 0          | 0         |
| América       | 4 – 0     | Necaxa               | Cancha Centenario N.º 5 | 12 de agosto | 15:45     | 455          | 3          | 0         |
| Toluca        | 0 – 6     | Tigres UANL          | Nemesio Díez            | 12 de agosto | 18:00     | 3,397        | 6          | 0         |
| Guadalajara   | 0 – 0     | Querétaro            | Akron                   | 12 de agosto | 19:06     | 4,683        | 7          | 0         |
| Monterrey     | 1 – 0     | Atlético de San Luis | BBVA                    | 12 de agosto | 20:00     | 5,564        | 2          | 0         |
| Tijuana       | 3 – 2     | Puebla               | Caliente                | 12 de agosto | 20:10     | 933          | 7          | 0         |

| Jornada 6            | Jornada 6 | Jornada 6     | Jornada 6                 | Jornada 6    | Jornada 6 | Jornada 6    | Jornada 6  | Jornada 6 |
| Local                | Resultado | Visitante     | Estadio                   | Fecha        | Hora      | Espectadores | Amonestado | Expulsado |
| -------------------- | --------- | ------------- | ------------------------- | ------------ | --------- | ------------ | ---------- | --------- |
| Necaxa               | 1 – 2     | Mazatlán      | Victoria                  | 16 de agosto | 17:00     | 584          | 1          | 0         |
| Atlas                | 3 – 1     | Tijuana       | Jalisco                   | 16 de agosto | 19:00     | 250          | 2          | 0         |
| Juárez               | 0 – 1     | Monterrey     | Olímpico Benito Juárez    | 16 de agosto | 21:06     | 2,548        | 5          | 0         |
| Cruz Azul            | 4 – 1     | Santos Laguna | Instalaciones de La Noria | 17 de agosto | 12:00     | 197          | 4          | 0         |
| Puebla               | 0 – 0     | América       | Cuauhtémoc                | 17 de agosto | 17:00     | 2,156        | 3          | 0         |
| Pachuca              | 1 – 0     | León          | Hidalgo                   | 17 de agosto | 19:06     | 1,726        | 3          | 0         |
| Tigres UANL          | 3 – 1     | Pumas UNAM    | Universitario             | 17 de agosto | 21:10     | 5,624        | 5          | 0         |
| Querétaro            | 1 – 0     | Toluca        | Olímpico Alameda          | 18 de agosto | 20:06     | 470          | 6          | 0         |
| Atlético de San Luis | 0 – 3     | Guadalajara   | Alfonso Lastras Ramírez   | 19 de agosto | 19:00     | 2,741        | 4          | 0         |

| Jornada 7            | Jornada 7 | Jornada 7   | Jornada 7               | Jornada 7    | Jornada 7 | Jornada 7    | Jornada 7  | Jornada 7 |
| Local                | Resultado | Visitante   | Estadio                 | Fecha        | Hora      | Espectadores | Amonestado | Expulsado |
| -------------------- | --------- | ----------- | ----------------------- | ------------ | --------- | ------------ | ---------- | --------- |
| Pumas UNAM           | 2 – 1     | Puebla      | Olímpico Universitario  | 24 de agosto | 12:00     | 1,551        | 4          | 1         |
| Atlético de San Luis | 2 – 3     | Pachuca     | Alfonso Lastras Ramírez | 25 de agosto | 17:00     | 700          | 9          | 0         |
| Santos Laguna        | 0 – 3     | Tigres UANL | Corona                  | 25 de agosto | 19:00     | 1,154        | 5          | 0         |
| Juárez               | 4 – 0     | Tijuana     | Olímpico Benito Juárez  | 25 de agosto | 19:06     | 1,242        | 0          | 0         |
| Mazatlán             | 0 – 2     | Querétaro   | El Encanto              | 25 de agosto | 20:10     | 202          | 5          | 0         |
| Necaxa               | 0 – 1     | Atlas       | Victoria                | 26 de agosto | 17:00     | 328          | 1          | 0         |
| Monterrey            | 5 – 0     | Toluca      | BBVA                    | 26 de agosto | 19:00     | 4,522        | 0          | 0         |
| León                 | 0 – 1     | América     | Nou Camp                | 26 de agosto | 19:06     | 1,870        | 3          | 0         |
| Guadalajara          | 2 – 0     | Cruz Azul   | Akron                   | 26 de agosto | 21:10     | 3,053        | 2          | 0         |

| Jornada 8   | Jornada 8 | Jornada 8            | Jornada 8                 | Jornada 8       | Jornada 8 | Jornada 8    | Jornada 8  | Jornada 8 |
| Local       | Resultado | Visitante            | Estadio                   | Fecha           | Hora      | Espectadores | Amonestado | Expulsado |
| ----------- | --------- | -------------------- | ------------------------- | --------------- | --------- | ------------ | ---------- | --------- |
| Tijuana     | 1 – 0     | Santos Laguna        | Caliente                  | 30 de agosto    | 16:15     | 333          | 6          | 0         |
| Puebla      | 2 – 2     | Atlético de San Luis | Cuauhtémoc                | 1 de septiembre | 12:00     | 305          | 8          | 0         |
| América     | 2 – 2     | Pumas UNAM           | Ciudad de los Deportes    | 1 de septiembre | 12:00     | 2,393        | 1          | 0         |
| Pachuca     | 7 – 0     | Mazatlán             | Hidalgo                   | 1 de septiembre | 17:00     | 1,478        | 1          | 0         |
| Tigres UANL | 1 – 0     | León                 | Universitario             | 1 de septiembre | 19:06     | 1,926        | 6          | 1         |
| Toluca      | 2 – 0     | Guadalajara          | Nemesio Díez              | 2 de septiembre | 16:30     | 4,526        | 0          | 0         |
| Querétaro   | 1 – 3     | Monterrey            | Olímpico Alameda          | 2 de septiembre | 17:00     | 1,900        | 3          | 0         |
| Cruz Azul   | 1 – 1     | Necaxa               | Instalaciones de La Noria | 3 de septiembre | 15:45     | 107          | 2          | 0         |
| Atlas       | 1 – 0     | Juárez               | Jalisco                   | 3 de septiembre | 19:00     | 232          | 9          | 0         |

| Jornada 9            | Jornada 9 | Jornada 9   | Jornada 9               | Jornada 9       | Jornada 9 | Jornada 9    | Jornada 9  | Jornada 9 |
| Local                | Resultado | Visitante   | Estadio                 | Fecha           | Hora      | Espectadores | Amonestado | Expulsado |
| -------------------- | --------- | ----------- | ----------------------- | --------------- | --------- | ------------ | ---------- | --------- |
| Santos Laguna        | 0 – 2     | Querétaro   | Corona                  | 6 de septiembre | 19:00     | 182          | 4          | 0         |
| Pumas UNAM           | 4 – 2     | Atlas       | Olímpico Universitario  | 7 de septiembre | 11:40     | 1,259        | 3          | 0         |
| Toluca               | 1 – 0     | Puebla      | Nemesio Díez            | 7 de septiembre | 17:00     | 2,928        | 6          | 4         |
| Juárez               | 0 – 0     | Pachuca     | Olímpico Benito Juárez  | 7 de septiembre | 19:25     | 1,602        | 6          | 1         |
| Guadalajara          | 3 – 1     | Necaxa      | Verde Valle             | 8 de septiembre | 15:45     | 132          | 2          | 0         |
| León                 | 4 – 3     | Tijuana     | Nou Camp                | 8 de septiembre | 19:00     | 372          | 4          | 0         |
| Monterrey            | 1 – 0     | Cruz Azul   | BBVA                    | 8 de septiembre | 19:30     | 14,978       | 1          | 0         |
| Mazatlán             | 1 – 8     | América     | El Encanto              | 8 de septiembre | 20:06     | 1,286        | 1          | 0         |
| Atlético de San Luis | 1 – 2     | Tigres UANL | Alfonso Lastras Ramírez | 9 de septiembre | 17:00     | 1,450        | 2          | 0         |

| Jornada 10  | Jornada 10 | Jornada 10           | Jornada 10                | Jornada 10       | Jornada 10 | Jornada 10   | Jornada 10 | Jornada 10 |
| Local       | Resultado  | Visitante            | Estadio                   | Fecha            | Hora       | Espectadores | Amonestado | Expulsado  |
| ----------- | ---------- | -------------------- | ------------------------- | ---------------- | ---------- | ------------ | ---------- | ---------- |
| Atlas       | 1-1        | Toluca               | Jalisco                   | 12 de septiembre | 19:00      | 220          |            |            |
| Querétaro   | 2-1        | León                 | Olímpico Alameda          | 13 de septiembre | 16:30      | 343          |            |            |
| Cruz Azul   | 2-0        | Atlético de San Luis | Instalaciones de La Noria | 14 de septiembre | 12:00      | 161          |            |            |
| Tigres UANL | 0-0        | Monterrey            | Universitario             | 14 de septiembre | 21:00      | 13710        |            |            |
| América     | 7-0        | Guadalajara          | Ciudad de los Deportes    | 15 de septiembre | 17:00      | 3888         |            |            |
| Puebla      | 3-1        | Mazatlán             | Cuauhtémoc                | 15 de septiembre | 17:00      | 215          |            |            |
| Pachuca     | 3-0        | Santos Laguna        | Hidalgo                   | 15 de septiembre | 19:06      | 1136         |            |            |
| Tijuana     | 5-1        | Pumas UNAM           | Caliente                  | 15 de septiembre | 21:10      | 1833         |            |            |
| Necaxa      | 0-2        | Juárez               | Victoria                  | 16 de septiembre | 17:00      | 806          |            |            |

| Jornada 11           | Jornada 11 | Jornada 11  | Jornada 11              | Jornada 11       | Jornada 11 | Jornada 11   | Jornada 11 | Jornada 11 |
| Local                | Resultado  | Visitante   | Estadio                 | Fecha            | Hora       | Espectadores | Amonestado | Expulsado  |
| -------------------- | ---------- | ----------- | ----------------------- | ---------------- | ---------- | ------------ | ---------- | ---------- |
| Pumas UNAM           | 0-0        | Querétaro   | Olímpico Universitario  | 20 de septiembre | 17:00      | 1325         |            |            |
| Santos Laguna        | 2-1        | Puebla      | Corona                  | 20 de septiembre | 19:00      | 227          |            |            |
| Juárez               | 1-0        | Cruz Azul   | Olímpico Benito Juárez  | 21 de septiembre | 19:00      | 1646         |            |            |
| Mazatlán             | 0-2        | Atlas       | El Encanto              | 22 de Septiembre | 21:15      | 361          |            |            |
| Guadalajara          | 3-3        | Pachuca     | Akron                   | 22 de Septiembre | 17:05      | 1885         |            |            |
| Atlético de San Luis | 2-1        | Necaxa      | Alfonso Lastras Ramírez | 22 de Septiembre | 17:00      | 707          |            |            |
| Tijuana              | 0-1        | Tigres UANL | Caliente                | 22 de Septiembre | 21:10      | 1833         |            |            |
| Toluca               | 2-0        | León        | Nemesio Díez            | 23 de septiembre | 17:00      | 1683         |            |            |
| Monterrey            | 2-4        | América     | BBVA                    | 23 de septiembre | 19:00      | 8992         |            |            |

| Jornada 11           | Jornada 11 | Jornada 11  | Jornada 11              | Jornada 11       | Jornada 11 | Jornada 11   | Jornada 11 | Jornada 11 |
| Local                | Resultado  | Visitante   | Estadio                 | Fecha            | Hora       | Espectadores | Amonestado | Expulsado  |
| -------------------- | ---------- | ----------- | ----------------------- | ---------------- | ---------- | ------------ | ---------- | ---------- |
| Pumas UNAM           | 0-0        | Querétaro   | Olímpico Universitario  | 20 de septiembre | 17:00      | 1325         |            |            |
| Santos Laguna        | 2-1        | Puebla      | Corona                  | 20 de septiembre | 19:00      | 227          |            |            |
| Juárez               | 1-0        | Cruz Azul   | Olímpico Benito Juárez  | 21 de septiembre | 19:00      | 1646         |            |            |
| Mazatlán             | 0-2        | Atlas       | El Encanto              | 22 de Septiembre | 21:15      | 361          |            |            |
| Guadalajara          | 3-3        | Pachuca     | Akron                   | 22 de Septiembre | 17:05      | 1885         |            |            |
| Atlético de San Luis | 2-1        | Necaxa      | Alfonso Lastras Ramírez | 22 de Septiembre | 17:00      | 707          |            |            |
| Tijuana              | 0-1        | Tigres UANL | Caliente                | 22 de Septiembre | 21:10      | 1833         |            |            |
| Toluca               | 2-0        | León        | Nemesio Díez            | 23 de septiembre | 17:00      | 1683         |            |            |
| Monterrey            | 2-4        | América     | BBVA                    | 23 de septiembre | 19:00      | 8992         |            |            |

| Jornada 12  | Jornada 12 | Jornada 12           | Jornada 12              | Jornada 12       | Jornada 12 | Jornada 12   | Jornada 12 | Jornada 12 |
| Local       | Resultado  | Visitante            | Estadio                 | Fecha            | Hora       | Espectadores | Amonestado | Expulsado  |
| ----------- | ---------- | -------------------- | ----------------------- | ---------------- | ---------- | ------------ | ---------- | ---------- |
| Querétaro   | 0-2        | Juárez               | Olímpico Alameda        | 26 de septiembre | 17:00      | 248          |            |            |
| América     | 2-0        | Santos Laguna        | Cancha Centenario N.º 5 | 26 de septiembre | 15:45      | 358          |            |            |
| Pachuca     | 2-0        | Puebla               | Hidalgo                 | 26 de septiembre | 19:00      | 809          |            |            |
| Pumas UNAM  | 3-1        | Guadalajara          | Olímpico Universitario  | 26 de septiembre | 19:00      | 3094         |            |            |
| Tigres UANL | 2-0        | Cruz Azul            | Universitario           | 26 de septiembre | 21:00      | 3798         |            |            |
| Mazatlán    | 1-3        | Tijuana              | El Encanto              | 10 de Octubre    | 21:10      | 238          |            |            |
| León        | 1-1        | Monterrey            | León                    | 27 de septiembre | 17:00      | 404          |            |            |
| Necaxa      | 1-4        | Toluca               | Victoria                | 27 de septiembre | 17:00      | 426          |            |            |
| Atlas       | 3-0        | Atlético de San Luis | Jalisco                 | 27 de septiembre | 17:00      | 200          |            |            |

| Jornada 12  | Jornada 12 | Jornada 12           | Jornada 12              | Jornada 12       | Jornada 12 | Jornada 12   | Jornada 12 | Jornada 12 |
| Local       | Resultado  | Visitante            | Estadio                 | Fecha            | Hora       | Espectadores | Amonestado | Expulsado  |
| ----------- | ---------- | -------------------- | ----------------------- | ---------------- | ---------- | ------------ | ---------- | ---------- |
| Querétaro   | 0-2        | Juárez               | Olímpico Alameda        | 26 de septiembre | 17:00      | 248          |            |            |
| América     | 2-0        | Santos Laguna        | Cancha Centenario N.º 5 | 26 de septiembre | 15:45      | 358          |            |            |
| Pachuca     | 2-0        | Puebla               | Hidalgo                 | 26 de septiembre | 19:00      | 809          |            |            |
| Pumas UNAM  | 3-1        | Guadalajara          | Olímpico Universitario  | 26 de septiembre | 19:00      | 3094         |            |            |
| Tigres UANL | 2-0        | Cruz Azul            | Universitario           | 26 de septiembre | 21:00      | 3798         |            |            |
| Mazatlán    | 1-3        | Tijuana              | El Encanto              | 10 de Octubre    | 21:10      | 238          |            |            |
| León        | 1-1        | Monterrey            | León                    | 27 de septiembre | 17:00      | 404          |            |            |
| Necaxa      | 1-4        | Toluca               | Victoria                | 27 de septiembre | 17:00      | 426          |            |            |
| Atlas       | 3-0        | Atlético de San Luis | Jalisco                 | 27 de septiembre | 17:00      | 200          |            |            |

| Jornada 13           | Jornada 13 | Jornada 13  | Jornada 13                | Jornada 13       | Jornada 13 | Jornada 13   | Jornada 13 | Jornada 13 |
| Local                | Resultado  | Visitante   | Estadio                   | Fecha            | Hora       | Espectadores | Amonestado | Expulsado  |
| -------------------- | ---------- | ----------- | ------------------------- | ---------------- | ---------- | ------------ | ---------- | ---------- |
| Cruz Azul            | 0-0        | Atlas       | Instalaciones de La Noria | 28 de julio      | 15:45      | 225          |            |            |
| Puebla               | 0-1        | Querétaro   | Cuauhtémoc                | 30 de septiembre | 17:00      | 86           |            |            |
| Guadalajara          | 1-1        | Tigres UANL | Akron                     | 29 de Septiembre | 19:06      | 4927         |            |            |
| Santos Laguna        | 1-3        | Pumas UNAM  | Corona                    | 29 de Septiembre | 18:15      | 248          |            |            |
| Tijuana              | 1-4        | América     | Caliente                  | 29 de Septiembre | 21:00      | 3833         |            |            |
| Atlético de San Luis | 2-3        | Juárez      | Alfonso Lastras Ramírez   | 30 de septiembre | 17:00      | 593          |            |            |
| Toluca               | 1-3        | Pachuca     | Nemesio Díez              | 30 de septiembre | 18:00      | 2499         |            |            |
| León                 | 1-0        | Necaxa      | León                      | 2 de Octubre     | 19:06      | 414          |            |            |
| Monterrey            | 6-1        | Mazatlán    | BBVA                      | 30 de Septiembre | 20:00      | 8992         |            |            |

| Jornada 13           | Jornada 13 | Jornada 13  | Jornada 13                | Jornada 13       | Jornada 13 | Jornada 13   | Jornada 13 | Jornada 13 |
| Local                | Resultado  | Visitante   | Estadio                   | Fecha            | Hora       | Espectadores | Amonestado | Expulsado  |
| -------------------- | ---------- | ----------- | ------------------------- | ---------------- | ---------- | ------------ | ---------- | ---------- |
| Cruz Azul            | 0-0        | Atlas       | Instalaciones de La Noria | 28 de julio      | 15:45      | 225          |            |            |
| Puebla               | 0-1        | Querétaro   | Cuauhtémoc                | 30 de septiembre | 17:00      | 86           |            |            |
| Guadalajara          | 1-1        | Tigres UANL | Akron                     | 29 de Septiembre | 19:06      | 4927         |            |            |
| Santos Laguna        | 1-3        | Pumas UNAM  | Corona                    | 29 de Septiembre | 18:15      | 248          |            |            |
| Tijuana              | 1-4        | América     | Caliente                  | 29 de Septiembre | 21:00      | 3833         |            |            |
| Atlético de San Luis | 2-3        | Juárez      | Alfonso Lastras Ramírez   | 30 de septiembre | 17:00      | 593          |            |            |
| Toluca               | 1-3        | Pachuca     | Nemesio Díez              | 30 de septiembre | 18:00      | 2499         |            |            |
| León                 | 1-0        | Necaxa      | León                      | 2 de Octubre     | 19:06      | 414          |            |            |
| Monterrey            | 6-1        | Mazatlán    | BBVA                      | 30 de Septiembre | 20:00      | 8992         |            |            |

| Jornada 14           | Jornada 14 | Jornada 14    | Jornada 14                | Jornada 14   | Jornada 14 | Jornada 14   | Jornada 14 | Jornada 14 |
| Local                | Resultado  | Visitante     | Estadio                   | Fecha        | Hora       | Espectadores | Amonestado | Expulsado  |
| -------------------- | ---------- | ------------- | ------------------------- | ------------ | ---------- | ------------ | ---------- | ---------- |
| Necaxa               | 1-0        | Santos Laguna | Victoria                  | 28 de julio  | 18:00      | 386          |            |            |
| Querétaro            | 1-1        | Atlas         | Olímpico Alameda          | 4 de octubre | 17:00      | 459          |            |            |
| Cruz Azul            | 3-0        | Puebla        | Instalaciones de La Noria | 6 de Octubre | 12:00      | 217          |            |            |
| Juárez               | 2-1        | Toluca        | Olímpico Benito Juárez    | 5 de Octubre | 17:30      | 1503         |            |            |
| Mazatlán             | 2-1        | Pumas UNAM    | El Encanto                | 5 de Octubre | 21:10      | 213          |            |            |
| Guadalajara          | 3-1        | Tijuana       | Akron                     | 6 de octubre | 18:00      | 2132         |            |            |
| Tigres UANL          | 0-1        | América       | Universitario             | 6 de octubre | 20:06      | 9701         |            |            |
| Atlético de San Luis | 2-2        | León          | Alfonso Lastras Ramírez   | 7 de octubre | 17:00      | 495          |            |            |
| Pachuca              | 0-0        | Monterrey     | Hidalgo                   | 7 de octubre | 19:06      | 1719         |            |            |

| Jornada 15    | Jornada 15 | Jornada 15           | Jornada 15             | Jornada 15    | Jornada 15 | Jornada 15   | Jornada 15 | Jornada 15 |
| Local         | Resultado  | Visitante            | Estadio                | Fecha         | Hora       | Espectadores | Amonestado | Expulsado  |
| ------------- | ---------- | -------------------- | ---------------------- | ------------- | ---------- | ------------ | ---------- | ---------- |
| León          | 1-0        | Juárez               | León                   | 19 de julio   | 17:00      | 616          |            |            |
| Santos Laguna | 0-0        | Mazatlán             | Corona                 | 14 de octubre | 19:00      | 337          |            |            |
| Tigres UANL   | 5-3        | Querétaro            | Universitario          | 11 de octubre | 19:06      | 2821         |            |            |
| Atlas         | 1-5        | Guadalajara          | Jalisco                | 11 de octubre | 21:00      | 3498         |            |            |
| América       | 5-0        | Pachuca              | Ciudad de los Deportes | 12 de octubre | 17:00      | 5708         |            |            |
| Pumas UNAM    | 1-2        | Monterrey            | Olímpico Universitario | 13 de octubre | 12:00      | 3183         |            |            |
| Puebla        | 2-0        | Necaxa               | Cuauhtémoc             | 13 de octubre | 12:00      | 195          |            |            |
| Toluca        | 3-1        | Cruz Azul            | Nemesio Díez           | 12 de Octubre | 12:00      | 130          |            |            |
| Tijuana       | 6-1        | Atlético de San Luis | Caliente               | 13 de Octubre | 19:06      | 1333         |            |            |

| Jornada 15    | Jornada 15 | Jornada 15           | Jornada 15             | Jornada 15    | Jornada 15 | Jornada 15   | Jornada 15 | Jornada 15 |
| Local         | Resultado  | Visitante            | Estadio                | Fecha         | Hora       | Espectadores | Amonestado | Expulsado  |
| ------------- | ---------- | -------------------- | ---------------------- | ------------- | ---------- | ------------ | ---------- | ---------- |
| León          | 1-0        | Juárez               | León                   | 19 de julio   | 17:00      | 616          |            |            |
| Santos Laguna | 0-0        | Mazatlán             | Corona                 | 14 de octubre | 19:00      | 337          |            |            |
| Tigres UANL   | 5-3        | Querétaro            | Universitario          | 11 de octubre | 19:06      | 2821         |            |            |
| Atlas         | 1-5        | Guadalajara          | Jalisco                | 11 de octubre | 21:00      | 3498         |            |            |
| América       | 5-0        | Pachuca              | Ciudad de los Deportes | 12 de octubre | 17:00      | 5708         |            |            |
| Pumas UNAM    | 1-2        | Monterrey            | Olímpico Universitario | 13 de octubre | 12:00      | 3183         |            |            |
| Puebla        | 2-0        | Necaxa               | Cuauhtémoc             | 13 de octubre | 12:00      | 195          |            |            |
| Toluca        | 3-1        | Cruz Azul            | Nemesio Díez           | 12 de Octubre | 12:00      | 130          |            |            |
| Tijuana       | 6-1        | Atlético de San Luis | Caliente               | 13 de Octubre | 19:06      | 1333         |            |            |

| Jornada 16           | Jornada 16 | Jornada 16  | Jornada 16                | Jornada 16    | Jornada 16 | Jornada 16   | Jornada 16 | Jornada 16 |
| Local                | Resultado  | Visitante   | Estadio                   | Fecha         | Hora       | Espectadores | Amonestado | Expulsado  |
| -------------------- | ---------- | ----------- | ------------------------- | ------------- | ---------- | ------------ | ---------- | ---------- |
| Necaxa               | 0-3        | Querétaro   | Victoria                  | 17 de octubre | 15:45      | 0            |            |            |
| Atlas                | 3-0        | Puebla      | Jalisco                   | 17 de octubre | 19:00      | 247          |            |            |
| Mazatlán             | 2-5        | Toluca      | El Encanto                | 17 de octubre | 21:06      | 323          |            |            |
| Santos Laguna        | 5-0        | León        | Corona                    | 18 de octubre | 17:00      | 170          |            |            |
| Cruz Azul            | 4-5        | Pumas UNAM  | Instalaciones de La Noria | 19 de octubre | 12:00      | 251          |            |            |
| Pachuca              | 2-2        | Tijuana     | Hidalgo                   | 20 de octubre | 18:06      | 1012         |            |            |
| Atlético de San Luis | 0-6        | América     | Alfonso Lastras Ramírez   | 20 de octubre | 17:00      | 3635         |            |            |
| Juárez               | 3-1        | Tigres UANL | Olímpico Benito Juárez    | 20 de octubre | 20:10      | 4054         |            |            |
| Monterrey            | 3-2        | Guadalajara | BBVA                      | 20 de octubre | 20:05      | 5777         |            |            |

| Jornada 16           | Jornada 16 | Jornada 16  | Jornada 16                | Jornada 16    | Jornada 16 | Jornada 16   | Jornada 16 | Jornada 16 |
| Local                | Resultado  | Visitante   | Estadio                   | Fecha         | Hora       | Espectadores | Amonestado | Expulsado  |
| -------------------- | ---------- | ----------- | ------------------------- | ------------- | ---------- | ------------ | ---------- | ---------- |
| Necaxa               | 0-3        | Querétaro   | Victoria                  | 17 de octubre | 15:45      | 0            |            |            |
| Atlas                | 3-0        | Puebla      | Jalisco                   | 17 de octubre | 19:00      | 247          |            |            |
| Mazatlán             | 2-5        | Toluca      | El Encanto                | 17 de octubre | 21:06      | 323          |            |            |
| Santos Laguna        | 5-0        | León        | Corona                    | 18 de octubre | 17:00      | 170          |            |            |
| Cruz Azul            | 4-5        | Pumas UNAM  | Instalaciones de La Noria | 19 de octubre | 12:00      | 251          |            |            |
| Pachuca              | 2-2        | Tijuana     | Hidalgo                   | 20 de octubre | 18:06      | 1012         |            |            |
| Atlético de San Luis | 0-6        | América     | Alfonso Lastras Ramírez   | 20 de octubre | 17:00      | 3635         |            |            |
| Juárez               | 3-1        | Tigres UANL | Olímpico Benito Juárez    | 20 de octubre | 20:10      | 4054         |            |            |
| Monterrey            | 3-2        | Guadalajara | BBVA                      | 20 de octubre | 20:05      | 5777         |            |            |

| Jornada 17  | Jornada 17 | Jornada 17           | Jornada 17              | Jornada 17     | Jornada 17 | Jornada 17   | Jornada 17 | Jornada 17 |
| Local       | Resultado  | Visitante            | Estadio                 | Fecha          | Hora       | Espectadores | Amonestado | Expulsado  |
| ----------- | ---------- | -------------------- | ----------------------- | -------------- | ---------- | ------------ | ---------- | ---------- |
| Querétaro   | 1-3        | Cruz Azul            | Olímpico Alameda        | 31 de octubre  | 17:00      | 559          |            |            |
| Toluca      | 4-0        | Atlético de San Luis | Nemesio Díez            | 1 de noviembre | 17:00      | 2764         |            |            |
| León        | 2-1        | Mazatlán             | León                    | 1 de noviembre | 17:00      | 269          |            |            |
| Pumas UNAM  | 1-2        | Necaxa               | Olímpico Universitario  | 2 de noviembre | 12:00      | 1783         |            |            |
| Puebla      | 2-4        | Juárez               | Cuauhtémoc              | 3 de noviembre | 12:00      | 359          |            |            |
| América     | 4-1        | Atlas                | Cancha Centenario N.º 5 | 3 de noviembre | 15:45      | 855          |            |            |
| Guadalajara | 6-0        | Santos Laguna        | Akron                   | 3 de noviembre | 19:00      | 3895         |            |            |
| Tigres UANL | 2-1        | Pachuca              | Universitario           | 3 de noviembre | 19:00      | 5243         |            |            |
| Tijuana     | 0-2        | Monterrey            | Caliente                | 3 de noviembre | 21:00      | 1333         |            |            |

## Tabla general
| Pos. | Equipo            | Pts. | PJ | G  | E | P  | GF | GC | Dif. | Clasificación    |
| ---- | ----------------- | ---- | -- | -- | - | -- | -- | -- | ---- | ---------------- |
| 1    | Monterrey (C)     | 42   | 17 | 13 | 3 | 1  | 41 | 11 | +30  | Cuartos de final |
| 2    | Tigres UANL       | 41   | 17 | 13 | 2 | 2  | 41 | 12 | +29  | Cuartos de final |
| 3    | América           | 40   | 17 | 12 | 4 | 1  | 55 | 11 | +44  | Cuartos de final |
| 4    | Pachuca           | 37   | 17 | 11 | 4 | 2  | 42 | 16 | +26  | Cuartos de final |
| 5    | Juárez            | 32   | 17 | 10 | 2 | 5  | 32 | 14 | +18  | Cuartos de final |
| 6    | Guadalajara       | 30   | 17 | 9  | 3 | 5  | 34 | 25 | +9   | Cuartos de final |
| 7    | Pumas UNAM        | 29   | 17 | 9  | 2 | 6  | 33 | 31 | +2   | Cuartos de final |
| 8    | Toluca            | 26   | 17 | 8  | 2 | 7  | 31 | 30 | +1   | Cuartos de final |
| 9    | Tijuana           | 25   | 17 | 8  | 1 | 8  | 36 | 31 | +5   |                  |
| 10   | Querétaro         | 25   | 17 | 7  | 4 | 6  | 20 | 23 | −3   |                  |
| 11   | Atlas             | 25   | 17 | 7  | 4 | 6  | 23 | 27 | −4   |                  |
| 12   | Cruz Azul         | 20   | 17 | 6  | 2 | 9  | 25 | 27 | −2   |                  |
| 13   | León              | 19   | 17 | 5  | 4 | 8  | 14 | 23 | −9   |                  |
| 14   | Atlético San Luis | 10   | 17 | 2  | 4 | 11 | 15 | 41 | −26  |                  |
| 15   | Mazatlán          | 10   | 17 | 3  | 1 | 13 | 14 | 55 | −41  |                  |
| 16   | Puebla            | 9    | 17 | 2  | 3 | 12 | 13 | 29 | −16  |                  |
| 17   | Santos Laguna     | 8    | 17 | 2  | 2 | 13 | 11 | 38 | −27  |                  |
| 18   | Necaxa            | 7    | 17 | 2  | 1 | 14 | 8  | 44 | −36  |                  |

 Fuente: Página oficial
Criterios de clasificación: Puntos · Diferencia de goles · Goles a favor · Play-off

### Evolución de la clasificación
Fecha de actualización: 3 de noviembre de 2024
| Jornada           | 1  | 2  | 3  | 4  | 5  | 6  | 7  | 8  | 9  | 10 | 11 | 12 | 13 | 14 | 15 | 16 | 17 |
| Equipo            |    |    |    |    |    |    |    |    |    |    |    |    |    |    |    |    |    |
| ----------------- | -- | -- | -- | -- | -- | -- | -- | -- | -- | -- | -- | -- | -- | -- | -- | -- | -- |
| Monterrey         | 7  | 2  | 4  | 3  | 2  | 2  | 2  | 3  | 3  | 3  | 3  | 3  | 3  | 3  | 3  | 1  | 1  |
| Tigres UANL       | 2  | 4  | 5  | 5  | 4  | 3  | 4  | 2  | 1  | 2  | 1  | 1  | 2  | 2  | 1  | 2  | 2  |
| América           | 10 | 13 | 13 | 10 | 7  | 8  | 7  | 8  | 6  | 4  | 4  | 4  | 4  | 4  | 4  | 3  | 3  |
| Pachuca           | 1  | 1  | 3  | 2  | 1  | 1  | 1  | 1  | 2  | 1  | 2  | 2  | 1  | 1  | 2  | 4  | 4  |
| Juárez            | 14 | 14 | 17 | 13 | 10 | 12 | 11 | 11 | 10 | 10 | 10 | 7  | 6  | 5  | 6  | 5  | 5  |
| Guadalajara       | 6  | 9  | 11 | 7  | 8  | 5  | 3  | 4  | 4  | 5  | 6  | 8  | 8  | 7  | 5  | 7  | 6  |
| Pumas UNAM        | 4  | 5  | 1  | 1  | 3  | 4  | 5  | 5  | 5  | 6  | 5  | 5  | 5  | 6  | 7  | 6  | 7  |
| Toluca            | 3  | 8  | 7  | 11 | 14 | 14 | 14 | 13 | 13 | 13 | 12 | 11 | 11 | 12 | 11 | 11 | 8  |
| Tijuana           | 11 | 7  | 10 | 6  | 5  | 7  | 6  | 6  | 7  | 7  | 7  | 9  | 10 | 10 | 8  | 8  | 9  |
| Querétaro         | 9  | 10 | 8  | 12 | 13 | 11 | 8  | 10 | 8  | 8  | 8  | 10 | 9  | 9  | 10 | 10 | 10 |
| Atlas             | 15 | 17 | 16 | 15 | 12 | 10 | 9  | 7  | 9  | 9  | 9  | 6  | 7  | 8  | 9  | 9  | 11 |
| Cruz Azul         | 5  | 3  | 2  | 4  | 9  | 6  | 10 | 9  | 11 | 11 | 11 | 12 | 13 | 11 | 12 | 12 | 12 |
| León              | 16 | 11 | 9  | 9  | 6  | 9  | 12 | 12 | 12 | 12 | 13 | 13 | 12 | 13 | 13 | 13 | 13 |
| Atlético San Luis | 8  | 6  | 6  | 8  | 11 | 13 | 13 | 14 | 14 | 15 | 14 | 14 | 14 | 14 | 14 | 14 | 14 |
| Mazatlán          | 12 | 16 | 18 | 18 | 18 | 15 | 15 | 17 | 17 | 17 | 16 | 16 | 16 | 15 | 15 | 15 | 15 |
| Puebla            | 13 | 15 | 15 | 17 | 16 | 17 | 17 | 16 | 16 | 14 | 15 | 15 | 15 | 16 | 16 | 16 | 16 |
| Santos Laguna     | 17 | 12 | 14 | 16 | 17 | 18 | 18 | 18 | 18 | 18 | 17 | 17 | 17 | 17 | 17 | 17 | 17 |
| Necaxa            | 18 | 18 | 12 | 14 | 15 | 16 | 16 | 15 | 15 | 16 | 18 | 18 | 18 | 18 | 18 | 18 | 18 |

## Liguilla
|  | Cuartos de final                                                       | Cuartos de final                                                       | Cuartos de final                                                       | Cuartos de final                                                       | Cuartos de final                                                       |   |       | Semifinales                                                              | Semifinales                                                              | Semifinales                                                              | Semifinales                                                              | Semifinales                                                              |  |   | Final                                                          | Final                                                          | Final                                                          | Final                                                          | Final                                                          |  |
|  | 7 y 8 de noviembre de 2024 (ida) 10 y 11 de noviembre de 2024 (vuelta) | 7 y 8 de noviembre de 2024 (ida) 10 y 11 de noviembre de 2024 (vuelta) | 7 y 8 de noviembre de 2024 (ida) 10 y 11 de noviembre de 2024 (vuelta) | 7 y 8 de noviembre de 2024 (ida) 10 y 11 de noviembre de 2024 (vuelta) | 7 y 8 de noviembre de 2024 (ida) 10 y 11 de noviembre de 2024 (vuelta) |   |       | 14 y 15 de noviembre de 2024 (ida) 17 y 18 de noviembre de 2024 (vuelta) | 14 y 15 de noviembre de 2024 (ida) 17 y 18 de noviembre de 2024 (vuelta) | 14 y 15 de noviembre de 2024 (ida) 17 y 18 de noviembre de 2024 (vuelta) | 14 y 15 de noviembre de 2024 (ida) 17 y 18 de noviembre de 2024 (vuelta) | 14 y 15 de noviembre de 2024 (ida) 17 y 18 de noviembre de 2024 (vuelta) |  |   | 22 de noviembre de 2024 (ida) 25 de noviembre de 2024 (vuelta) | 22 de noviembre de 2024 (ida) 25 de noviembre de 2024 (vuelta) | 22 de noviembre de 2024 (ida) 25 de noviembre de 2024 (vuelta) | 22 de noviembre de 2024 (ida) 25 de noviembre de 2024 (vuelta) | 22 de noviembre de 2024 (ida) 25 de noviembre de 2024 (vuelta) |  |
|  |                                                                        |                                                                        |                                                                        |                                                                        |                                                                        |   |       |                                                                          |                                                                          |                                                                          |                                                                          |                                                                          |  |   |                                                                |                                                                |                                                                |                                                                |                                                                |  |
|  |                                                                        |                                                                        |                                                                        |                                                                        |                                                                        |   |       |                                                                          |                                                                          |                                                                          |                                                                          |                                                                          |  |   |                                                                |                                                                |                                                                |                                                                |                                                                |  |
|  | 1                                                                      | Monterrey                                                              | 0                                                                      | 1                                                                      | 1*                                                                     |   |       |                                                                          |                                                                          |                                                                          |                                                                          |                                                                          |  |   |                                                                |                                                                |                                                                |                                                                |                                                                |  |
|  | 1                                                                      | Monterrey                                                              | 0                                                                      | 1                                                                      | 1*                                                                     |   |       |                                                                          |                                                                          |                                                                          |                                                                          |                                                                          |  |   |                                                                |                                                                |                                                                |                                                                |                                                                |  |
|  | 8                                                                      | Toluca                                                                 | 1                                                                      | 0                                                                      | 1                                                                      |   |       |                                                                          |                                                                          |                                                                          |                                                                          |                                                                          |  |   |                                                                |                                                                |                                                                |                                                                |                                                                |  |
|  | 8                                                                      | Toluca                                                                 | 1                                                                      | 0                                                                      | 1                                                                      |   | 1     | Monterrey                                                                | 3                                                                        | 4                                                                        | 7                                                                        |                                                                          |  |   |                                                                |                                                                |                                                                |                                                                |                                                                |  |
|  |                                                                        |                                                                        |                                                                        |                                                                        |                                                                        |   | 1     | Monterrey                                                                | 3                                                                        | 4                                                                        | 7                                                                        |                                                                          |  |   |                                                                |                                                                |                                                                |                                                                |                                                                |  |
|  |                                                                        |                                                                        | 4                                                                      | Pachuca                                                                | 0                                                                      | 1 | 1     |                                                                          |                                                                          |                                                                          |                                                                          |                                                                          |  |   |                                                                |                                                                |                                                                |                                                                |                                                                |  |
|  | 4                                                                      | Pachuca                                                                | 4                                                                      | Pachuca                                                                | 0                                                                      | 1 | 1     | 0                                                                        | 2                                                                        | 2*                                                                       |                                                                          |                                                                          |  |   |                                                                |                                                                |                                                                |                                                                |                                                                |  |
|  | 4                                                                      | Pachuca                                                                |                                                                        |                                                                        |                                                                        |   |       |                                                                          |                                                                          | 2*                                                                       |                                                                          |                                                                          |  |   |                                                                |                                                                |                                                                |                                                                |                                                                |  |
|  | 5                                                                      | Juárez                                                                 | 1                                                                      | 1                                                                      | 2                                                                      |   |       |                                                                          |                                                                          |                                                                          |                                                                          |                                                                          |  |   |                                                                |                                                                |                                                                |                                                                |                                                                |  |
|  | 5                                                                      | Juárez                                                                 | 1                                                                      | 1                                                                      | 2                                                                      |   |       |                                                                          |                                                                          |                                                                          |                                                                          |                                                                          |  | 1 | Monterrey                                                      | 0                                                              | 3                                                              | 3 (4)                                                          |                                                                |  |
|  |                                                                        |                                                                        |                                                                        |                                                                        |                                                                        |   |       |                                                                          |                                                                          |                                                                          |                                                                          |                                                                          |  | 1 | Monterrey                                                      | 0                                                              | 3                                                              | 3 (4)                                                          |                                                                |  |
|  |                                                                        |                                                                        | 2                                                                      | Tigres UANL                                                            | 1                                                                      | 2 | 3 (3) |                                                                          |                                                                          |                                                                          |                                                                          |                                                                          |  |   |                                                                |                                                                |                                                                |                                                                |                                                                |  |
|  | 2                                                                      | Tigres UANL                                                            | 2                                                                      | Tigres UANL                                                            | 1                                                                      | 2 | 3 (3) | 0                                                                        | 7                                                                        | 7                                                                        |                                                                          |                                                                          |  |   |                                                                |                                                                |                                                                |                                                                |                                                                |  |
|  | 2                                                                      | Tigres UANL                                                            |                                                                        |                                                                        |                                                                        |   |       |                                                                          |                                                                          | 7                                                                        |                                                                          |                                                                          |  |   |                                                                |                                                                |                                                                |                                                                |                                                                |  |
|  | 7                                                                      | Pumas UNAM                                                             | 0                                                                      | 1                                                                      | 1                                                                      |   |       |                                                                          |                                                                          |                                                                          |                                                                          |                                                                          |  |   |                                                                |                                                                |                                                                |                                                                |                                                                |  |
|  | 7                                                                      | Pumas UNAM                                                             | 0                                                                      | 1                                                                      | 1                                                                      |   | 2     | Tigres UANL                                                              | 1                                                                        | 2                                                                        | 3*                                                                       |                                                                          |  |   |                                                                |                                                                |                                                                |                                                                |                                                                |  |
|  |                                                                        |                                                                        |                                                                        |                                                                        |                                                                        |   | 2     | Tigres UANL                                                              | 1                                                                        | 2                                                                        | 3*                                                                       |                                                                          |  |   |                                                                |                                                                |                                                                |                                                                |                                                                |  |
|  |                                                                        |                                                                        | 3                                                                      | América                                                                | 1                                                                      | 2 | 3     |                                                                          |                                                                          |                                                                          |                                                                          |                                                                          |  |   |                                                                |                                                                |                                                                |                                                                |                                                                |  |
|  | 3                                                                      | América                                                                | 3                                                                      | América                                                                | 1                                                                      | 2 | 3     | 4                                                                        | 3                                                                        | 7                                                                        |                                                                          |                                                                          |  |   |                                                                |                                                                |                                                                |                                                                |                                                                |  |
|  | 3                                                                      | América                                                                |                                                                        |                                                                        |                                                                        |   |       |                                                                          |                                                                          | 7                                                                        |                                                                          |                                                                          |  |   |                                                                |                                                                |                                                                |                                                                |                                                                |  |
|  | 6                                                                      | Guadalajara                                                            | 1                                                                      | 2                                                                      | 3                                                                      |   |       |                                                                          |                                                                          |                                                                          |                                                                          |                                                                          |  |   |                                                                |                                                                |                                                                |                                                                |                                                                |  |
|  | 6                                                                      | Guadalajara                                                            | 1                                                                      | 2                                                                      | 3                                                                      |   |       |                                                                          |                                                                          |                                                                          |                                                                          |                                                                          |  |   |                                                                |                                                                |                                                                |                                                                |                                                                |  |
|  |                                                                        |                                                                        |                                                                        |                                                                        |                                                                        |   |       |                                                                          |                                                                          |                                                                          |                                                                          |                                                                          |  |   |                                                                |                                                                |                                                                |                                                                |                                                                |  |

(*) Avanza por mejor posición en la tabla 
| Campeón Apertura 2024 |
| --------------------- |
|                       |
| Monterrey             |
| 4º título             |

## Estadísticas

### Clasificación juego limpio
- Datos según la página oficial.
- Fecha de actualización: 3 de noviembre de 2024

| Lugar                                | Club                                 |          |          |          | Puntos   |
| ------------------------------------ | ------------------------------------ | -------- | -------- | -------- | -------- |
| 1                                    | América                              | 18       | 0        | 1        | 21       |
| 2                                    | Monterrey                            | 22       | 1        | 0        | 25       |
| 3                                    | Atlas                                | 23       | 1        | 0        | 26       |
| 4                                    | Cruz Azul                            | 17       | 2        | 1        | 26       |
| 5                                    | Guadalajara                          | 29       | 0        | 0        | 29       |
| 6                                    | Tigres UANL                          | 28       | 0        | 1        | 31       |
| 7                                    | Pumas UNAM                           | 29       | 1        | 0        | 32       |
| 8                                    | Santos Laguna                        | 29       | 1        | 0        | 32       |
| 9                                    | Tijuana                              | 30       | 0        | 1        | 33       |
| 10                                   | Juárez                               | 26       | 2        | 1        | 35       |
| 11                                   | Atlético de San Luis                 | 36       | 0        | 0        | 36       |
| 12                                   | Mazatlán                             | 27       | 2        | 1        | 36       |
| 13                                   | Querétaro                            | 34       | 1        | 0        | 37       |
| 14                                   | Puebla                               | 32       | 2        | 0        | 38       |
| 15                                   | León                                 | 32       | 2        | 1        | 41       |
| 16                                   | Pachuca                              | 40       | 0        | 1        | 43       |
| 17                                   | Toluca                               | 35       | 1        | 2        | 44       |
| 18                                   | Necaxa                               | 38       | 0        | 3        | 47       |
| Primera Tarjeta Amarilla             | Primera Tarjeta Amarilla             | 1 punto  | 1 punto  | 1 punto  | 1 punto  |
| Segunda Tarjeta Amarilla y Expulsión | Segunda Tarjeta Amarilla y Expulsión | 3 puntos | 3 puntos | 3 puntos | 3 puntos |
| Tarjeta Roja Directa                 | Tarjeta Roja Directa                 | 3 puntos | 3 puntos | 3 puntos | 3 puntos |

En caso de empate, la tabla general de posiciones es el principal criterio para desempatar.

### Máximas goleadoras
- Datos según la página oficial.
- Fecha de actualización: 3 de noviembre de 2024

| Pos. | Jugador              | Club        | Goles | Part. | Prom. | Min. | M/G    |
| ---- | -------------------- | ----------- | ----- | ----- | ----- | ---- | ------ |
| 1º   | Charlyn Corral       | Pachuca     | 18    | 17    | 1.06  | 1530 | 85     |
| 2º   | Aisha Solórzano      | Tijuana     | 16    | 16    | 1     | 1385 | 86.56  |
| 3º   | Lizbeth Ovalle       | Tigres UANL | 15    | 15    | 1     | 1251 | 83.4   |
| 4º   | Kiana Palacios       | América     | 13    | 16    | 0.81  | 1141 | 87.77  |
| 5º   | Alicia Cervantes     | Guadalajara | 11    | 17    | 0.65  | 1490 | 135.45 |
| =    | Stephanie Ribeiro    | Pumas UNAM  | 11    | 13    | 0.85  | 1033 | 93.91  |
| 7º   | Sarah Luebbert       | América     | 10    | 15    | 0.6   | 1113 | 111.3  |
| 8º   | Christina Burkenroad | Monterrey   | 9     | 13    | 0.69  | 801  | 89     |
| =    | Chinwendu Ihezuo     | Pachuca     | 9     | 13    | 0.69  | 1073 | 119.22 |
| =    | María Paula Salas    | Atlas       | 9     | 16    | 0.56  | 1211 | 134.56 |

#### Tripletes o más
| Jugadora          | Local       | Resultado | Visita      | Goles                   | Fecha                   | Jornada   |
| ----------------- | ----------- | --------- | ----------- | ----------------------- | ----------------------- | --------- |
| Lizbeth Ovalle    | Toluca      | 0 – 6     | Tigres UANL | 32' 44' 75'             | 12 de agosto de 2024    | Jornada 5 |
| Lizbeth Ovalle    | Tigres UANL | 6 – 0     | Necaxa      | 38' 41' 45' 45+4' 90+2' | 29 de agosto de 2024    | Jornada 3 |
| Chinwendu Ihezuo  | Pachuca     | 7 – 0     | Mazatlán    | 25' 48' 87'             | 1 de septiembre de 2024 | Jornada 8 |
| Stephanie Ribeiro | Pumas UNAM  | 4 – 2     | Atlas       | 10' 37' 81'             | 7 de septiembre de 2024 | Jornada 9 |
| Lizbeth Ángeles   | León        | 4 – 3     | Tijuana     | 17' 54' 67'             | 8 de septiembre de 2024 | Jornada 9 |

### Asistencia
Lista con la asistencia de los partidos y equipos Liga MX Femenil.
 Fecha de actualización: 3 de noviembre de 2024

#### Por jornada
El listado excluye los partidos que fueron disputados a puerta cerrada.
| 1     | 9,486  | 1,054 | 3.54% | Juárez vs Guadalajara (2,971)          | Cruz Azul vs América (237)               |
| 2     | 20,530 | 2,281 | 6.76% | Monterrey vs Atlas (6,422)             | Santos Laguna vs Atlético San Luis (384) |
| 3     | 16,723 | 1,858 | 5.20% | Tigres UANL vs Necaxa (4,117)          | León vs Puebla (334)                     |
| 4     | 10,044 | 1,116 | 4.41% | Toluca vs Tijuana (1,838)              | Cruz Azul vs Pachuca (224)               |
| 5     | 18,513 | 2,057 | 6.24% | Monterrey vs Atlético San Luis (5,564) | León vs Cruz Azul (334)                  |
| 6     | 16,296 | 1,811 | 6.57% | Tigres UANL vs Pumas UNAM (5,624)      | Cruz Azul vs Santos Laguna (197)         |
| 7     | 14,622 | 1,625 | 4.70% | Monterrey vs Toluca (4,522)            | Mazatlán vs Querétaro (202)              |
| 8     | 13,200 | 1,467 | 5.02% | Toluca vs Guadalajara (4,526)          | Cruz Azul vs Necaxa (107)                |
| 9     | 24,189 | 2,688 | 9.00% | Monterrey vs Cruz Azul (14,978)        | Guadalajara vs Necaxa (132)              |
| 10    |        |       | %     | - vs - ()                              | - vs - ()                                |
| 11    |        |       | %     | - vs - ()                              | - vs - ()                                |
| 12    |        |       | %     | - vs - ()                              | - vs - ()                                |
| 13    |        |       | %     | - vs - ()                              | - vs - ()                                |
| 14    |        |       | %     | - vs - ()                              | - vs - ()                                |
| 15    |        |       | %     | - vs - ()                              | - vs - ()                                |
| 16    |        |       | %     | - vs - ()                              | - vs - ()                                |
| 17    |        |       | %     | - vs - ()                              | - vs - ()                                |
| Total | -      | -     | 0.00% | - vs - ()                              | - vs - ()                                |